# Bodotria carinata
Bodotria carinata är en kräftdjursart som beskrevs av Gamo 1964. Bodotria carinata ingår i släktet Bodotria och familjen Bodotriidae. Inga underarter finns listade i Catalogue of Life.